# Grandson, Vol. 1
Grandson, Vol. 1 è un mixtape del rapper statunitense King Von, pubblicato il 20 settembre 2019. Prodotto esecutivamente da Chopsquad DJ, presenta collaborazioni con Lil Durk e Booka600. Il progetto ha raggiunto la posizione numero 53 della Billboard 200.

## Tracce
1. Went Silly – 2:43
2. Tuff – 2:28
3. Crazy Story – 2:26
4. Crazy Story, Pt. 3 – 3:11
5. Twin Nem (feat. Lil Durk) – 2:55
6. Fuck Yo Man – 3:00
7. No Flaws – 3:08
8. What It's Like – 3:10
9. Hoes Ain't Shit – 3:25
10. War with Us – 2:59
11. Jet – 3:19
12. Mama's Boy – 1:49
13. Crazy Story (Remix) (feat. Lil Durk) – 3:14